# Marija Vuković
Marija Vuković   (Knin, 21 de gener de 1992) és un atleta montenegrina que competeix en salt d'alçada. Va guanyar la primera medalla en un Campionat d'Europa d'atletisme per a Montenegro en la prova de salt d'alçada a Múnic 2022.

## Trajectòria
La seva família és originària de Knin, l'aleshores capital de la no reconeguda República Sèrbia de Krajina, El 1995 la seva família es va haver de refugiar a la ciutat montenegrina de Cetinje.
Amb 17 anys, Vuković va ser medallista de plata al Campionat d'Europa júnior de 2009. En guanyar el Campionat del Món júnior de 2010, es va convertir en la primera medallista del seu país en una competició mundial d'atletisme. Va guanyar la medalla de plata en la competició de salt d'alçada al Campionat d'Europa júnior de 2009 a Novi Sad, i l'or al Campionat del Món júnior de 2010 celebrats a Moncton, la qual va ser la primera medalla guanyada per un atleta montenegrina en una competició mundial. Vuković va competir als Jocs Olímpics d'Estiu de Tòquio de 2020 i va acabar novena.